# Heanor
Heanor är en stad i civil parish Heanor and Loscoe, i distriktet Amber Valley, i grevskapet Derbyshire, i East Midlands i England. Staden ligger 13 km nordöst om Derby. Staden hade 24 265 invånare år 2021. Historiskt har stadens arbetsliv dominerats av kolgruvor och textilindustri, men dessa branscher sysselsätter nu allt färre. Heanor var en civil parish fram till 1974. Civil parish hade 23 870 invånare år 1961. Staden nämndes i Domedagsboken (Domesday Book) år 1086, och kallades då Hainoure.

## Kända personer från staden
- Sergeant Major William Gregg föddes och dog i Heanor. Han mottog Viktoriakorset (Victory Cross) för sitt mod 1918.
- Billy Bestwick (24 februari 1875—2 maj 1938) var en engelsk cricketspelare som spelade för Derbyshire och föddes i Heanor.
- William Howitt var en författare som föddes på orten 1792.
- Henry Garnet var en jesuitpräst som dömdes och avrättades för sin medverkan i krutkonspirationen.